# HD157751
HD157751 — хімічно пекулярна зоря спектрального класу B9, що має видиму зоряну величину в смузі V приблизно  7,6.
Вона  розташована на відстані близько 537,3 світлових років від Сонця.

## Пекулярний хімічний склад
Зоряна атмосфера HD157751 має підвищений вміст 
Si
.